# Renault Type AG-1

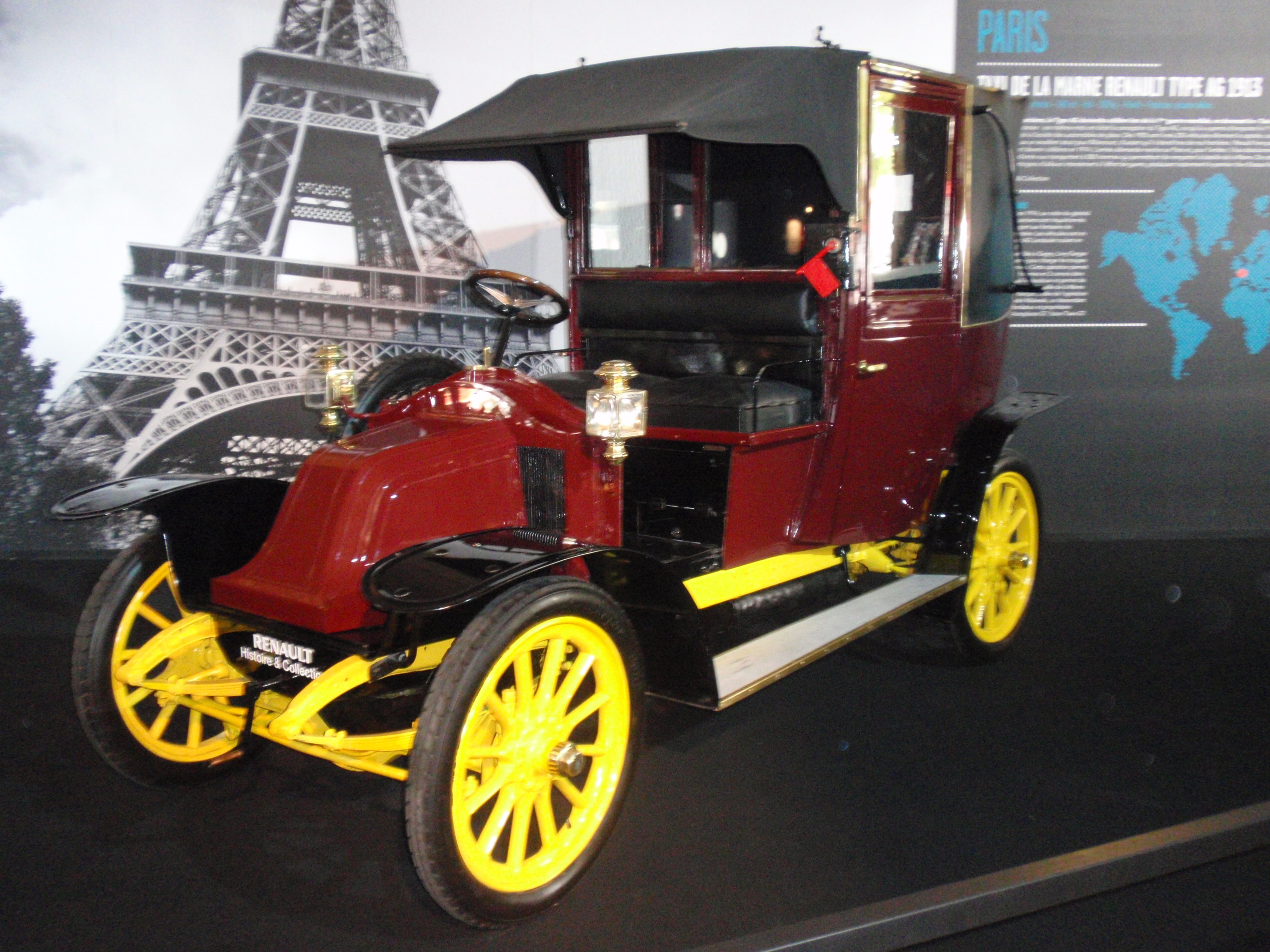
Марнське таксі

Renault Type AG-1 був автомобілем середнього класу компанії Renault , що випускався впродовж 1905–1910 років.

## Історія
На 1904 при вивченні ринку транспорту в Парижі найпопулярнішим автомобілем визнали Renault Type AG з 2-циліндровим мотором об'ємом 1060 см³. Модель звали «дві ноги» (фр. deux pattes).
Модель Renault Type AG-1 почали випускати після загибелі Марселя Рено. 16 листопада 1905 вийшов перший автомобіль з заводу у Булонь-Біянкур.
З 1907 об'єм збільшили до 1250 см³ при потужності 8 к.с. (5,9 кВт) при 1800 об/хв. Компанія «Рено» ще з 1900 використовувала замість ланцюгового приводу на задні колеса карданний вал. У Франції діяло обмеження швидкості автомобілів 40 км/год, то ж таку потужність визнали достатньою.
Автомобілі випускались з кузовами фаетон, торпедо, ландо. Дана модель завдяки надійності конструкції стала основою парку таксі Парижа (1500 таксі) і декількох європейських міст.

### Марнське таксі
На початку Першої світової війни німецькі війська підійшли 1 вересня 1914 за 40 км від Парижа. Впевнені у перемозі, вони відправили два корпуси і кавалерійську дивізію дивізій до Прусії (там до їхнього прибуття розгромили російські війська до 27 серпня). 5 вересня французи контратакували німців на ріці Марна і на 7 вересня були фактично розбиті, не маючи резервів. В цей час до Парижа прибула Марокканська дивізія. З терміновим доправленням на фронт 6000 солдатів залізниця не могла впоратись. Тоді вирішили використати таксі. Після мобілізації з 10 000 таксі залишалось 3000. Для перевезення військ використали 1100 таксі, більшість з яких були Renault Type AG-1. Кожне з них мало перевезти 5 солдатів з амуніцією, тож вони здійснили по два рейси, відвозячи назад поранених, мирне населення. Цього разу вже німці не маючи свіжих резервів, змушені були відступити. Вже 8 вересня більшість таксі було демобілізовано. Було підраховано вартість поїздки у 27% показів таксометра. При вартості 20 сантимів за кілометр держава заборгувала 70 102 франки.

### Технічні дані Renault Type AG-1
|                    |                       |
| Розміри            | Параметри             |
| Роки випуску:      | 1905-1910             |
| Колісна база:      | 2620 мм               |
| Довжина:           | 3600 мм               |
| Ширина:            | 1550 мм               |
| Висота:            | 2150 мм               |
| Маса порожнього:   | 1100 кг               |
| Мотор              | 1×2-циліндровий       |
| Потужність мотора: | 8 к.с. при 3500 об/хв |
| Об'єм мотора       | 1250 см³              |
| Коробка передач:   | 4-ступінчаста         |
| Швидкість:         | 40 км/год.            |
| Конструктор:       |                       |